# Ahrenshoop
Ahrenshoop est une commune et station balnéaire de l'arrondissement de Poméranie-Occidentale-Rügen, dans le Land de Mecklembourg-Poméranie-Occidentale en Allemagne.

## Géographie

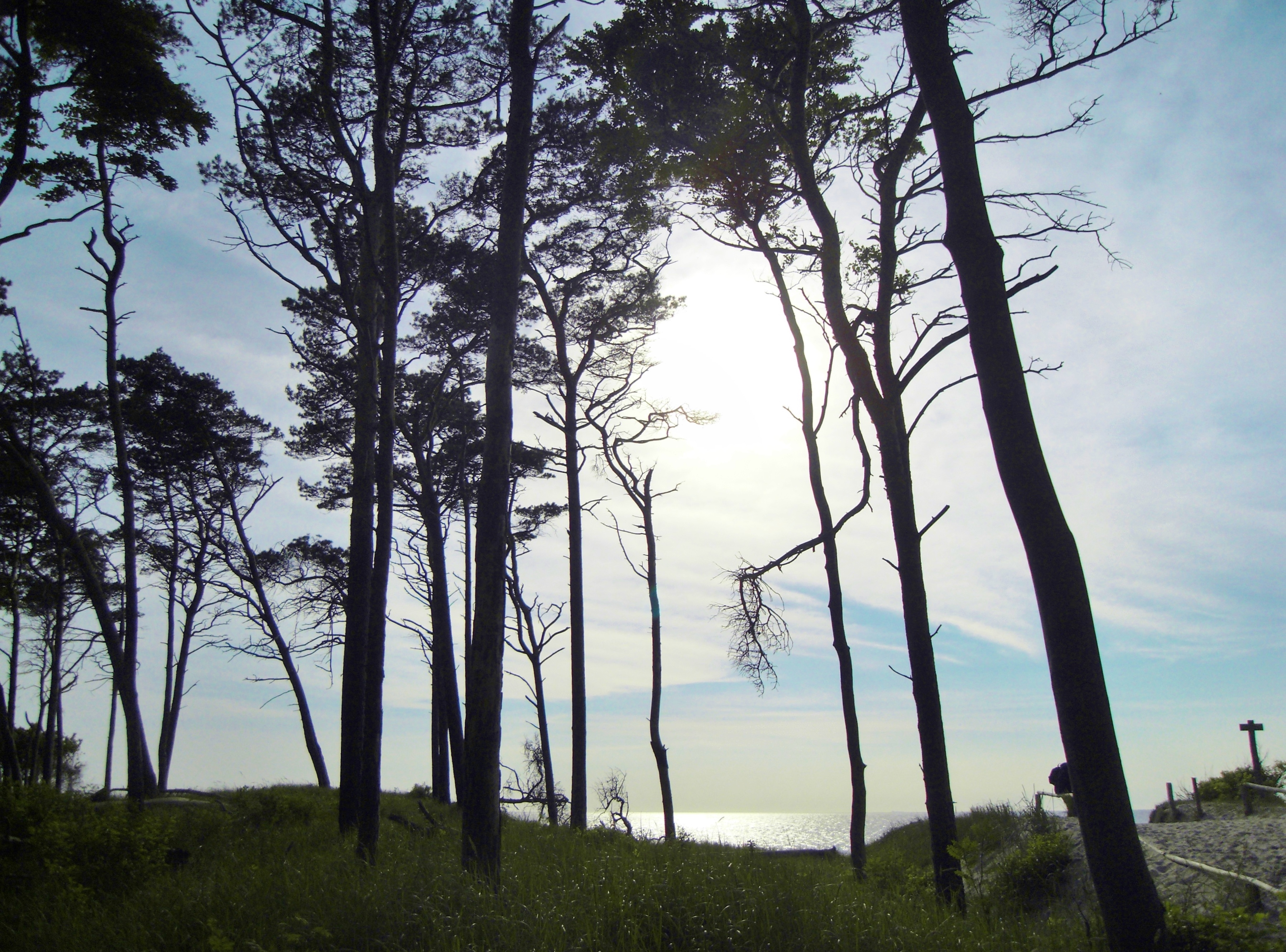
Vue sur la mer Baltique.

La commune se situe sur la presqu'île du Fischland, entre la mer Baltique et le Saaler Bodden, une lagune s'étendant à la municipalité de Saal dans l'est. La péninsule de Fischland-Darß-Zingst marque l'extrémité orientale de la baie du Mecklembourg, la plus grande baie allemande sur la mer Baltique. Elle borde la véloroute EuroVelo 10, le « circuit de la Hanse ».
Les trois quartiers sont Althagen, Niehagen et Ahrenshoop. La limite entre les régions historiques de la Poméranie et du Mecklembourg traverse le territoire communal : Ahrenshoop elle-même fait partie de la Poméranie occidentale ; Althagen et Niehagen, rattachées en 1950, appartenaient au Mecklembourg.

## Histoire

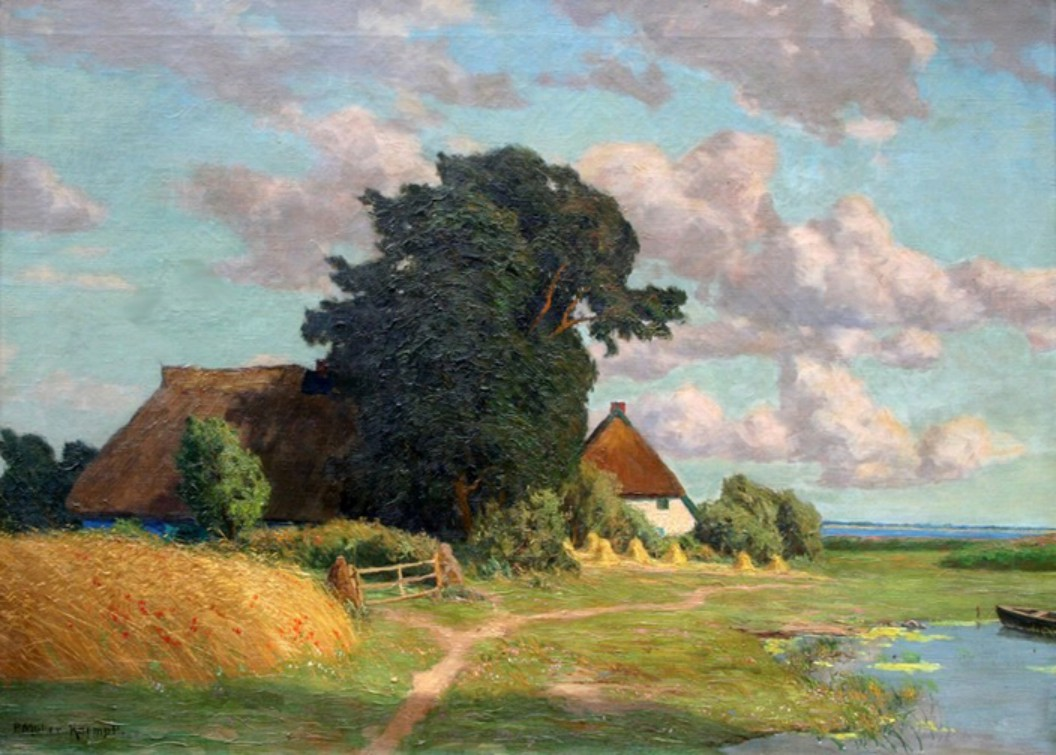
Paul Müller-Kaempff, Ferme avec champ de céréales sur le Saaler Bodden, 1900

L'endroit d'Arneshop fut mentionné pour la première fois dans un cate de 1311. En 1390, le duc Bogusław VI de Poméranie fait du village de 500 habitants, situé sur un canal au nord-est de la commune actuelle, une ville de commerce. Il fit construire une forteresse pour protéger le commerce face à la concurrence des villes hanséatiques. Néanmoins, en 1395, une armée des citoyens de Rostock s'empara du site et l'a détruit. Plus tard, un poste douanier fut construit à la frontière avec le Mecklembourg au sud.
Le village actuel est établi vers 1760 par des marins. Dès l'an 1815, Ahrenshoop faisait partie de la province de Poméranie au sein de l'État de Prusse. À la fin du XIXe siècle, il devient un lieu réputé par les peintres puis une station balnéaire. En ce temps-là, les artistes Paul Müller-Kaempff, Fritz Grebe, Thuro Balzer (de), Friedrich Wachenhusen, Oskar Frenzel et Theobald Schorn fondent une colonie et école de peinture à Ahrenshoop. S'y associent aussi Louis Douzette, Elisabeth von Eicken (de), Hugo Müller-Lefensdorf, Anna Gerresheim, Carl Rathjen (de), Doris am Ende, César Klein, Dora Koch-Stetter et Arnold Lyongrün (de),.

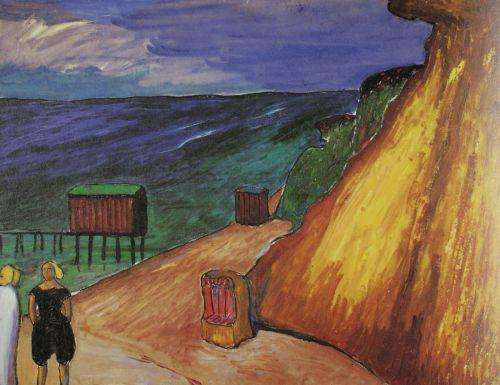
Marianne von Werefkin, Falaises d'Ahrenshoop, 1911

En 1911, Marianne von Werefkin et Alexej von Jawlensky, de la Nouvelle Association des artistes munichois, viennent passer leurs vacances sur la mer Baltique. Ils achètent la "Villa Seestern" à Prerow et viennent souvent dans la commune voisine. Erich Heckel achète aussi une habitation près d'Ahrenshoop. De 1923 à 1948, Hans Brass (de) y vit et fait construire une villa par Walter Butzek (de) dans le style Bauhaus.
Pendant le régime nazi, de nombreux officiers de la Wehrmacht, ainsi que des industriels autour de la IG Farben construisaient leurs chalets à Ahrenshoop. Après la Seconde Guerre mondiale, les autorités de la République démocratique allemande (RDA) les a mises à disposition des personnes influentes.
De 1948 à 1953, Rudolf Schmidt-Dethloff (de) installe son atelier et donne des cours. Dans le quartier de Nienhagen, Gerhard Marcks vit et travaille dans les années 1930 puis Edmund Kesting (de) y passe l'été dans les années 1960. À Althagen, vit l'écrivain Käthe Miethe (de), le dessinateur Fritz Koch-Gotha (de) et son épouse, la peintre expressionniste Dora Koch-Stetter.
Plus récemment y vivent le peintre et sculpteur Rudolf Brückner-Fuhlrott (de) et le peintre Hans Kinder (de).

## Autres personnalités
- Gertrud Kleinhempel (1875-1948), artiste et designeuse, vit à Althagen de 1938 à sa mort
- Elfriede Paul (1900-1981) médecin, professeure et résistante communiste a vécu et est morte à Ahrenshoop

## Source, notes et références
1. ↑  Gerhard M. Schneidereit: Dunkler Wald und weites Meer – Einhundert Jahre Malerei auf dem Darß, 2010
2. ↑  Ostseezeitung: 100 Jahre Malerei auf dem Darß, 2. August 2010
3. ↑   Bernd Fäthke, Werefkin und Jawlensky mit Sohn Andreas in der „Murnauer Zeit“, in Ausst. Kat.: 1908–2008, Vor 100 Jahren, Kandinsky, Münter, Jawlensky, Werefkin in Murnau, Murnau 2008, S. 60 f
4. ↑   Bernd Fäthke, Jawlensky und seine Weggefährten in neuem Licht, München 2004, S. 152 f
5. ↑   Bernd Fäthke, Marianne Werefkin, München 2001, S. 170 f

- (de) Cet article est partiellement ou en totalité issu de l’article de Wikipédia en allemand intitulé « Ahrenshoop » (voir la liste des auteurs).